# غرايم غورهام
غرايم غورهام هو متزلج قفز كندي، ولد في 12 يونيو 1987 في إدمونتون في كندا.

## وصلات خارجية
- غرايم غورهام على موقع الاتحاد الدولي للتزلج (القفز التزلجي) (الإنجليزية)
- غرايم غورهام على موقع أوليمبيديا (الإنجليزية)